# ヨーゼフ・グングル
ヨーゼフ・グングル（Josef Gung'l, 1809年12月1日 - 1889年2月1日）は、ハンガリー生まれの作曲家、指揮者。「ベルリンのシュトラウス」と呼ばれた。

## 生涯

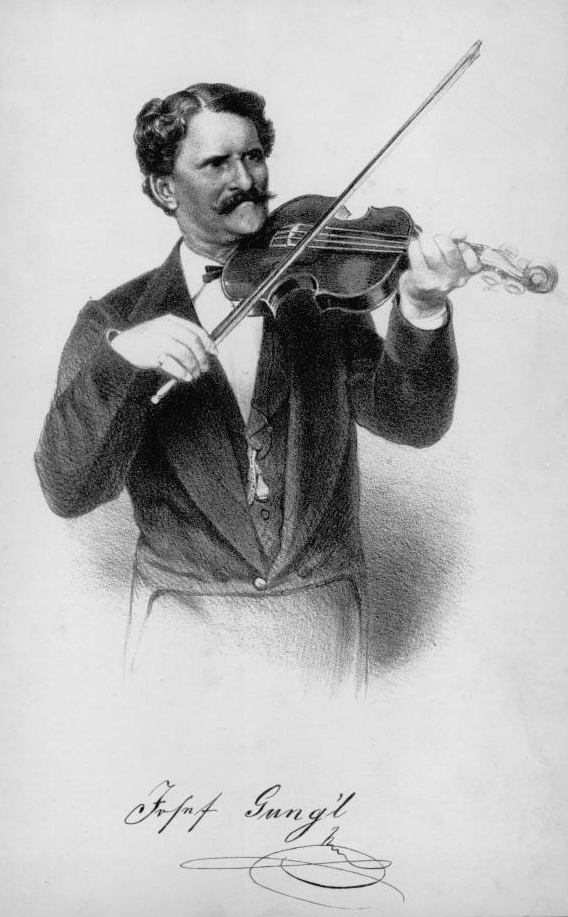
若い頃のグングル

グングルはジャームベークにドイツ人を父として生まれた。彼はブダで教員として働きながら学校の合唱指揮者から音楽の手ほどきを受け、グラーツでまずオーボエ奏者となった。その後、25歳の時にオーストリア砲兵第4連隊の楽長に就任する。彼の最初の音楽作品は1836年作曲のハンガリー行進曲であり、これは一定の注目を集めた。
グングルは1843年になるとベルリンにおいてオーケストラを組織した。この楽団を率いた彼は、1848年から1849年にかけて遠くアメリカ合衆国にまで演奏旅行に繰り出している。グングルのオーケストラは非常に優れていたとされ、次のように伝えられている。
オーケストラの質は非常に高く、宮廷楽団との大きな違いは入場料くらいのものであった。宮廷楽団が1ターラーの入場料を取って演奏するような音楽を、彼のオーケストラは2グロッシェン半あるいは5グロッシェンで提供した。（シュトラウス楽団など、多くの私設オーケストラ共通の特徴であるが）ダンス音楽から古典派の交響曲まで広く取り上げるグングルのオーケストラは、貴族社会を含めてベルリンでたちまち人気を得た。メンデルスゾーンの『夏の夜の夢』完全版を初演したのはグングルの楽団であったと言われている。
1853年に彼はブルノの第23歩兵連隊の楽長に就任するが、1864年にはミュンヘンへ移った。1873年にロンドンのロイヤル・オペラ・ハウスにおける一連のプロムナード・コンサートで大きな成功を収めた後、1876年からはフランクフルトを本拠地とした。最終的にはドイツのオペラ歌手としてよく知られた実の娘と共にヴァイマルに落ち着き、彼はこの地で没した。

## 作品について
グングルは非常な多作家であり、生涯に436曲もの舞曲を作曲した。中でもよく知られるのはワルツ『アモレット・ダンス』や『ハイドロパテン』、『カジノ・ダンス』、『大海原の夢』、ポルカ『In Stiller Mitternacht』、マズルカ『Blue Violets』などである。フランツ・リストはグングルのハンガリー行進曲を編曲している。グングルの音楽を特徴づけるのは、軽やかに流れ続ける旋律と明快なリズム感である。これらは唯一舞曲の分野でグングルの右に出るヨハン・シュトラウス2世の楽曲において際立っている。

## 作品一覧
- 『蒸気機関車ギャロップ』（Eisenbahn-Dampf-Galopp、op.5）
- ワルツ『大海原の夢』（Träume auf dem Ozean、op.80）
- 『フランツ・ヨーゼフ行進曲』（Franz-Joseph-Marsch、op.142）
- ワルツ『ハイドロパテン』（Die Hydropathen、op.149）
- ワルツ『アモレット・ダンス』（Amorettentänze、op.161）
- 『ツァムベキ・チャールダッシュ』（Zsámbéki-Csárdás、op.163）
- 『ナーレン・ギャロップ』（Narren-Galopp、op.182）
- ポルカ『エルブレシェン』（Elbröschen、op.207）
- ワルツ『カジノ・ダンス』（Casino-Tänze、op.237）
- 『ナヤードのカドリーユ』（Najaden-Quadrille、op.264）
- 『ベルリン・コンチェルトハウスのポルカ』（Berliner-Concerthaus-Polka、op.269）
- ギャロップ『楽しい時も苦しい時も』（Durch dick und dünn、op.289）
- 『常動曲』（Perpetuum mobile、op.317）
- ギャロップ『あなたは見ますか？』（Siehst du wohl?、op.319）